# Зубр (монета)
«Зубр» — пам'ятна монета номіналом 2 гривні, випущена Національним банком України, присвячена майже повністю винищеному представнику ряду парнокопитних — зубру (Bison bonasus), розведення та розселення якого в Україні успішно відбувається з 1965 року. Зубра занесено до Червоної книги України, списку МСОП (категорія — уразливий) та Європейського Червоного списку.
Монету введено в обіг 31 березня 2003 року. Вона належить до серії «Флора і фауна».

## Опис монети та характеристики
| Номінал грн. | Метал      | Маса, г | Діаметр, мм | Якість виготовлення | Гурт     | Тираж, штук |
| ------------ | ---------- | ------- | ----------- | ------------------- | -------- | ----------- |
| 2            | нейзильбер | 12,8    | 31,0        | звичайна            | рифлений | 50 000      |

### Аверс
На аверсі монети в обрамленні вінка, утвореного із зображень окремих видів флори і фауни, розміщено малий Державний Герб України та написи в чотири рядки: «УКРАЇНА», «2 ГРИВНІ», «2003», та логотип Монетного двору Національного банку України.

### Реверс

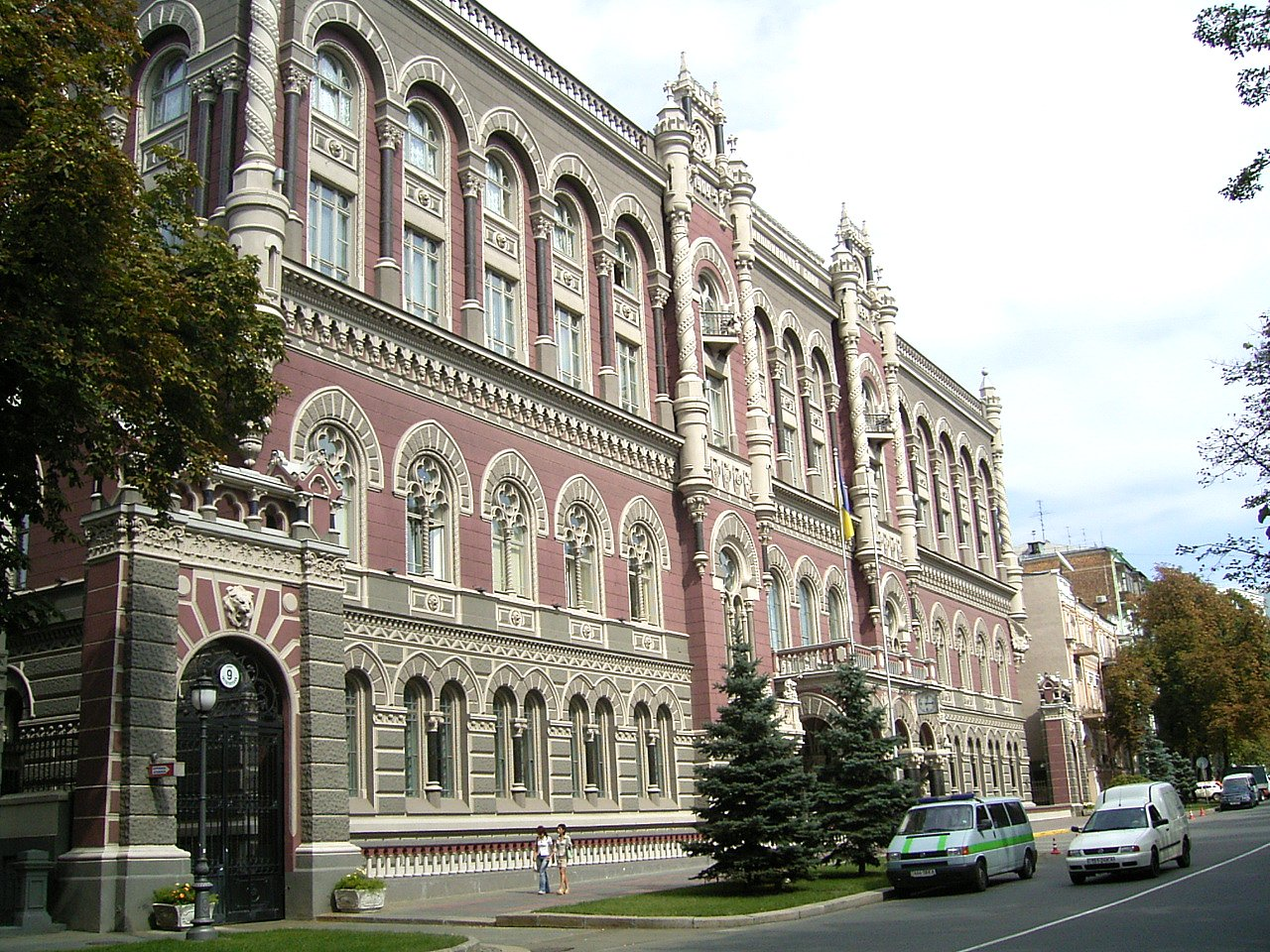
Будівля Національного банку України

На реверсі монети зображено зубра, навколо — кругові написи: «ЗУБР» (угорі) та «BISON BONASUS» (унизу).

## Автори
- Художник — Дем'яненко Володимир.
- Скульптор — Дем'яненко Володимир.

## Вартість монети
Ціну монети — 2 гривні встановив Національний банк України у період реалізації монети через його філії.
Фактична приблизна вартість монети з роками змінювалася так:
| Рік        | 2010 | 2011 | 2012 | 2013 | 2014 | 2015 | 2016 | 2017 | 2018 | 2019 | 2020 | 2021 | 2022 | 2023 | 2024 | 2025 |
| ---------- | ---- | ---- | ---- | ---- | ---- | ---- | ---- | ---- | ---- | ---- | ---- | ---- | ---- | ---- | ---- | ---- |
| Ціна, грн. | 60   | 65   | 70   | 80   | 90   | 170  | 160  | 200  | 205  | 205  | 205  | 240  | 280  | 450  | 740  | 940  |